# Carles Andreu i Abelló
Carles Andreu i Abelló (Reus, 15 de febrer de 1924 - 18 de gener de 2008) va ser un polític i agricultor català, germà de Josep i Antoni Andreu i Abelló i pare de Josep Andreu i Domingo.
Els caves i vins Carles Andreu, produïts a Pira (Conca de Barberà), duen el nom en el seu honor.

## Trajectòria
Militant d'Unió de Pagesos, del que fins al 1978 en fou representant en la Coordinadora Estatal d'Organitzacions Camperoles, i de Convergència Democràtica de Catalunya, va ser escollit senador per la província de Tarragona a les eleccions generals espanyoles de 1982 i 1986 i va ser membre de la Comissió Mixta de Traspassos Administració Central - Generalitat de Catalunya sota la Generalitat provisional de Josep Tarradellas. També va ser viticultor de la Conca de Barberà; el 2005 rebé el Premi 25 anys de l'Institut Català de la Vinya i el Vi perquè «va lluitar per aconseguir l'organització de la pagesia en els començaments de la democràcia i impulsor de la Denominació d'Origen Conca de Barberà».